# Estopiñán del Castillo
Estopiñán del Castillo (aragonesisch Estupinyán, katalanisch Estopanyà) ist eine katalanischsprachige Gemeinde der Franja de Aragón in der Provinz Huesca in der Autonomen Gemeinschaft Aragonien in Spanien. Sie liegt in der Comarca Ribagorza am Río Guart, einem Zufluss der Noguera Ribagorzana.

## Gemeindegebiet

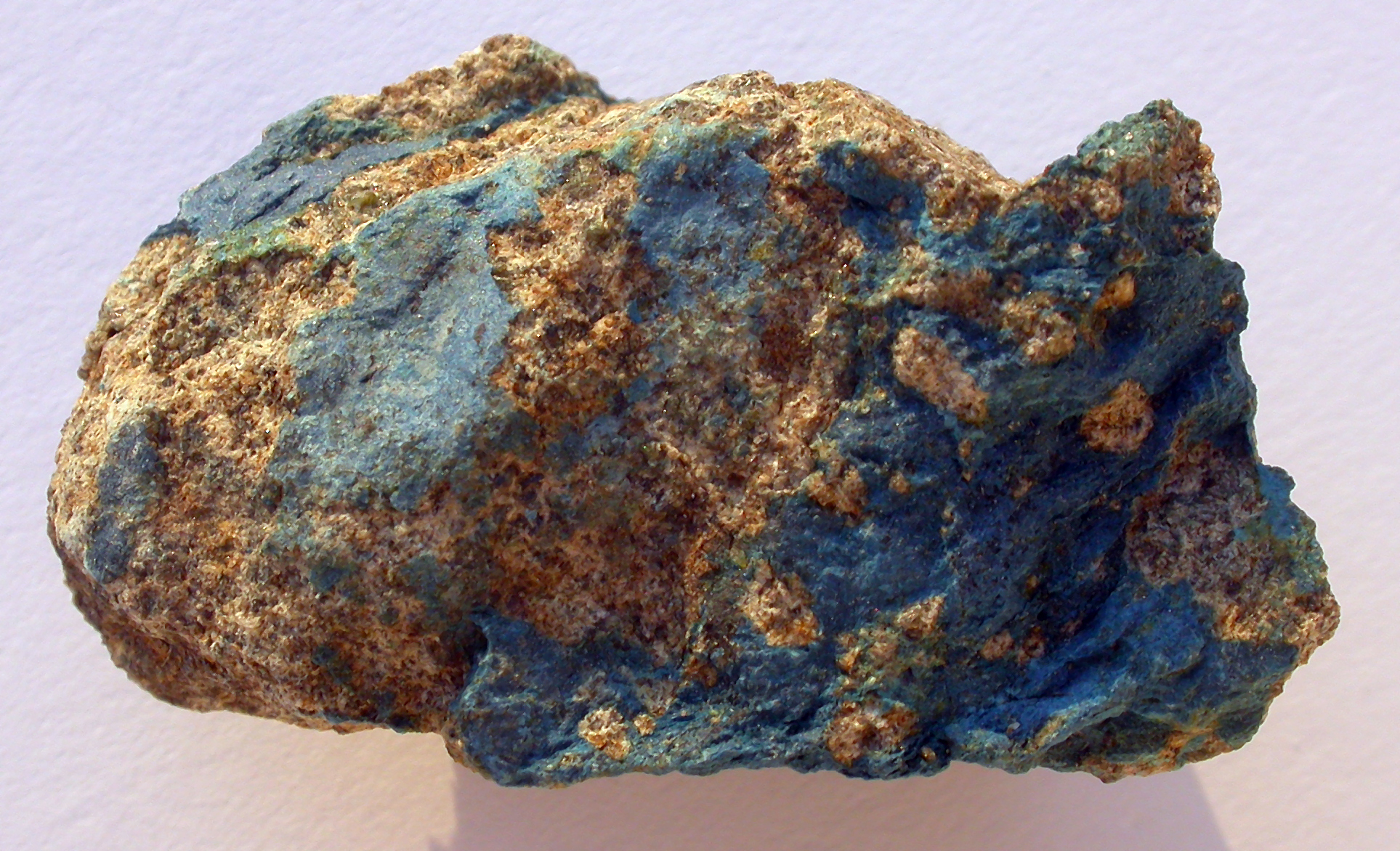
Aerinit aus Estopiñán del Castillo

Die Gemeinde umfasst die Ortschaften:
- Caserras del Castillo, heute weitgehend in Ruinen und fast unbewohnt, wurde nach 1960 eingemeindet.
- Estopiñán
- Saganta

## Bevölkerungsentwicklung
| 1991 | 1996 | 2001 | 2004 |
| ---- | ---- | ---- | ---- |
| 184  | 195  | 217  | 217  |

## Geschichte
Die Burg von Estopiñán wurde im Zuge der Reconquista um 1058 von Raimund Berengar I. (Barcelona) erobert.

## Sehenswürdigkeiten

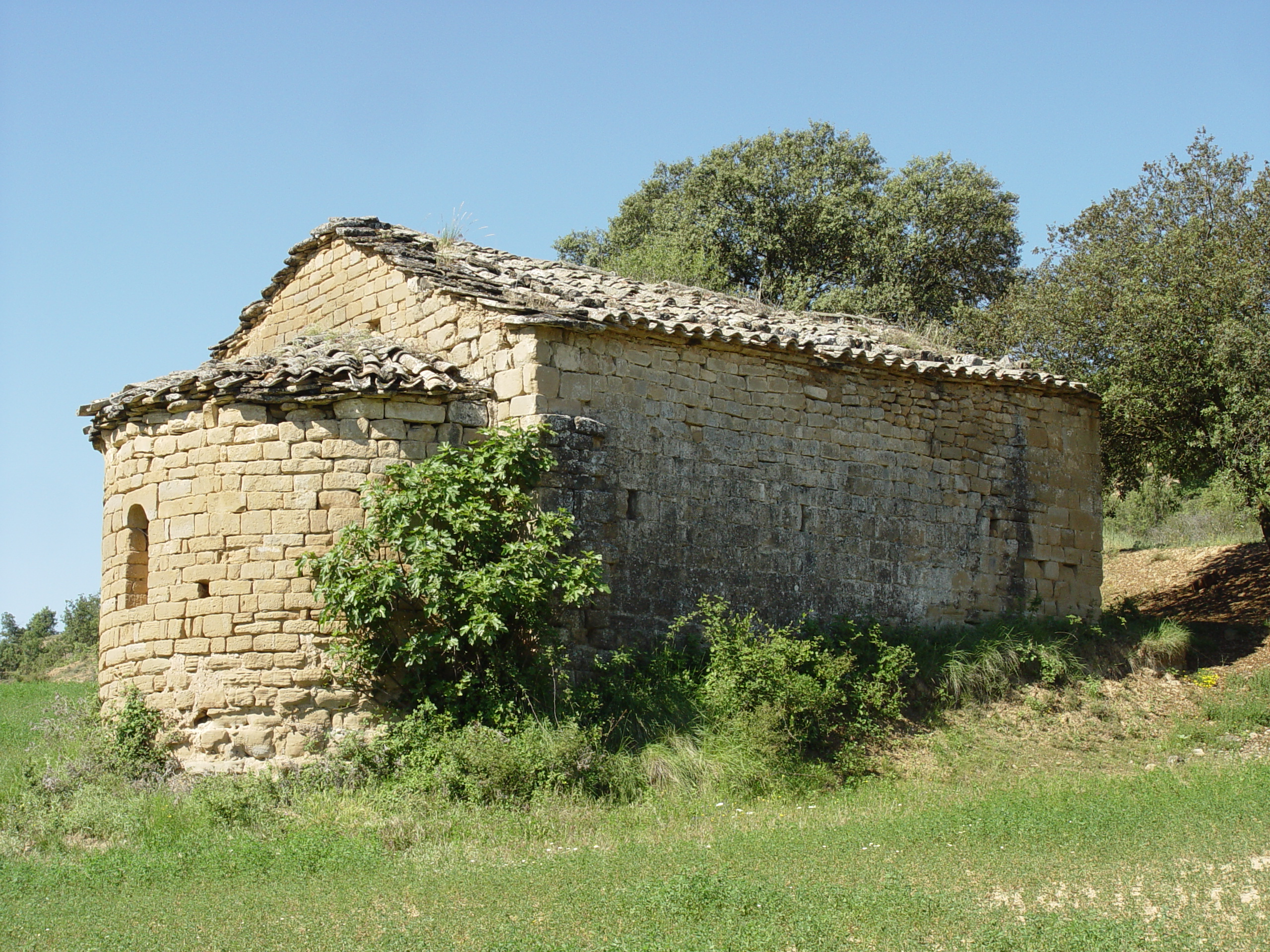
Santa Sofia in Caserras

- Gotische Pfarrkirche San Salvador mit polygonaler Apsis
- Einsiedelei von San Quilez in Saganta
- Einsiedelei Santa Sofia in Caserras